# Susan Borowitz
Susan Stevenson Borowitz (Lower Merion, 6 de março de 1959) é uma escritora e produtora americana. Ela é mais conhecida por seu trabalho em Family Ties, The Fresh Prince of Bel-Air, Aliens in the Family e Pleasantville. Durante seu casamento com o escritor e comediante Andy Borowitz (1982–2005), os dois co-criaram The Fresh Prince of Bel-Air. Essa série decorreu de 1990 a 1996 e levou ao estrelato de Will Smith. Ganhou o Image Award da NAACP de Melhor Série de Comédia em 1993. Além disso, Susan e Andy co-criaram e produziram muitas outras comédias televisivas. Susan é a autora do romance cômico, Quando estamos em público, finja que você não me conhece: sobrevivendo à adolescência de sua filha para que você não pareça um idiota e ela ainda fale com você, publicada em 2003.

## Biografia
Susan Stevenson nasceu em 6 de março de 1959 em Lower Merion, Pensilvânia. Ela sabia desde jovem que era apaixonada por escrever e criar histórias. Seus pais, Robert Large Stevenson e Norma Willis Stevenson, eram artistas. Como resultado, havia muitos artefatos de arte espalhados pela casa da família de Susan. Ao crescer, ela costumava trabalhar em projetos de arte, que mais tarde se transformaram em ilustrações na forma de livros que ela usava para contar uma história. Durante seus anos na escola, a palavra escrita se tornou seu meio de contar histórias, embora ela ainda gostasse de desenhar como uma forma de aliviar o estresse. Durante seu tempo em Hollywood, ela ainda se concentrou nas artes visuais para aliviar o estresse. No entanto, desta vez ela mudou seu foco em costura e vestuário formal para seu novo estilo de vida em Hollywood.
Susan se formou na Universidade de Harvard, turma de 1981, com um diploma de bacharel em literatura inglesa. Em Harvard, Susan explorou ainda mais seu interesse em escrever e acreditava que potencialmente queria uma carreira. Ela esperava exercitar sua escrita com humor, o que ela favorecia, e fez isso tornando-se editora do Harvard Lampoon. Um de seus artigos chegou ao livro O Melhor do Harvard Lampoon: 140 Anos de Humor Americano que inclui trechos de muitos escritores de comédia de Hollywood antes de suas carreiras decolarem. Eventualmente, escrever para o Harvard Lampoon a inspirou a ramificar e escrever comédia como sua carreira. Ela começou a escrever freelance por alguns anos, depois seguiu para o reino de Hollywood da escrita cômica.

## Carreira
Seu primeiro grande sucesso foi o trabalho no popular seriado Family Ties (1982–1989). Em quatro anos, Susan trabalhou como editora de histórias e produtora. Borowitz atribui seu sucesso e aprendizado do comércio de produção de sitcom a seu mentor, Gary David Goldberg (o criador de Family Ties). Ela aprendeu muitas coisas nos bastidores, como direção e edição, mas também a importância do cenografia e os fatores visuais que se unem para criar um show de sucesso. Ela usou essas habilidades aprendidas para ajudá-la a escrever, produzir e co-criar The Fresh Prince of Bel-Air com o marido na época, Andy Borowitz.

### Family Ties
Family Ties decorreram de 1982-1989. Era uma comédia situacional sobre Steven e Elyse Keaton, hippies anteriores dos anos 60, que estavam tentando criar sua família em uma área suburbana normal. O filho mais velho, interpretado por Michael J. Fox, tinha opiniões diferentes das suas. Ele era conservador, em contraste com seus pais liberais radicais. A série estrelou Michael J. Fox, Michael Gross e Meredith Baxter e ganhou muitos prêmios, incluindo Globos de Ouro e Emmys.

### Um Maluco no Pedaço
Um Maluco no Pedaço foi um sucesso instantâneo e ganhou muitos prêmios por seus aspectos cômicos. Além de seu Image Award da NAACP de 1993, como Melhor Série de Comédia, também ganhou a Top TV Series no ASCAP Film and Television Awards em 1994, além de muitos outros. O rapper da época, Will Smith, que interpretou "The Fresh Prince", iniciou sua carreira de ator ao estrelar o seriado. Andy e Susan Borowitz queriam relacionar o personagem de Will o máximo possível com sua vida pessoal. O show não se concentrou apenas na comédia, mas também nas lições de vida de raça, classe e família. Os Borowitz queriam ter certeza de destacar a questão racial dos negros na época, que foi o que os inspirou a criar o show em primeiro lugar. Eles contrataram escritores negros e membros da equipe para serem precisos em suas representações. O Fresh Prince of Bel-Air resultou em uma mudança da cultura pop com sua popularidade, influenciando a América no vasto estilo de vida de todas as raças. Também iniciou com sucesso muitas carreiras para outras pessoas afro-americanas, inspirando redes e escritores a incorporar ainda mais os protagonistas como afro-americanos.

### Out All Night
Out All Night foi co-criado por Susan Borowitz, Andy Borowitz e Rob Edwards. Os Borowitz também eram produtores executivos. A série estrelou Patti LaBelle e foi exibida na NBC de setembro de 1992 a julho de 1993. LaBelle interpretou uma ex-cantora que era dona de uma boate em Los Angeles e o programa focou em gerenciar o "Club Chelsea" e o envolvimento de seus amigos em sua vida.

### Aliens in the Family
Aliens in the Family foi criado e produzido de forma executiva por Susan e Andy Borowitz. O programa da ABC estreou em março de 1996 e terminou em agosto de 1996. Era sobre um pai solteiro humano (Grant Thatcher) se apaixonando por uma mãe alienígena (Sophie Bold) e sua jornada de viver uma vida normal na terra. Muitos dos aspectos cômicos da comédia se originaram da aparência física dos alienígenas e das interações com os humanos.

### Pleasantville
Borowitz foi co-produtor do filme de 1998, Pleasantville. Estrelou Reese Witherspoon e Tobey Maguire e abrangeu sua jornada de voltar no tempo presa em um programa de televisão dos anos 50.

## Família
Susan e Andy Borowitz tiveram um casal de filhos juntos. A família mudou-se para a cidade de Nova York, onde Borowitz achou difícil equilibrar a família e também manter seu emprego, que fica a 5.000 quilômetros de distância. Ela decidiu passar o tempo criando seus filhos. Em 2003, ela escreveu o livro Quando estamos em público, finja que você não me conhece: sobrevivendo à adolescência de sua filha para que você não pareça um idiota e ela ainda fale com você para capturar a adolescência de sua filha e como uma saída para outras mães suburbanas que lidam com lutas semelhantes.

## Quando estivermos em público, finja que você não me conhece
Quando estivermos em público, finja que você não me conhece: sobreviver à adolescência de sua filha para que você não pareça um idiota e ela ainda fale com você foi o primeiro e único livro de Borowitz até agora. Nele, ela incentiva outras mães a serem a mãe do UnCool de uma maneira cômica. Grande parte do livro consiste em conselhos e inspiração para outras mães em posições semelhantes. Ela pede que eles sejam os adultos no relacionamento, e não necessariamente a melhor amiga que muitos adolescentes preferem que suas mães sejam. Ele contém conselhos do psicólogo infantil, Dr. Ava Siegler, bem como algumas das experiências pessoais de Borowitz, além de experiências de outras mães.

## Outros trabalhos
Além de filmes e filmes, Susan também escreveu para vários programas de televisão como E/R, Dreams, Webster e Amanda's.